# O Primeiro Passo para a Independência da Bahia
O Primeiro Passo para a Independência da Bahia é o título de duas pinturas semelhantes do artista Antônio Parreiras, relembrando os movimentos iniciais das lutas pela Independência da Bahia, ocorridos na então vila de Cachoeira, em fins de 1820.

## Histórico
Contratado em 24 de outubro de 1928 pelo governo do Estado da Bahia, então representado pelo Secretário do Interior, Justiça e Instrução, Prisco Paraizo, sendo governador Vital Soares, Parreiras deveria registrar em tela os eventos ocorridos no dia 25 de junho de 1822, quando as lutas tiveram efetivamente início na Bahia.
Pela obra o pintor receberia do governo 50 contos de réis, e foi-lhe entregue material histórico no qual se basear para a concretização da alegoria. Especificava, ainda, a encomenda, que “…o scenario será pintado no proprio local e reconstituido com a maxima fidelidade e as personagens que se distinguiram em tão glorioso momento serão retratadas quando houver retrato ou documentos que sirvam como orientação para este fim.”
Parreiras concebeu a obra de modo a possibilitar a integração, no mesmo plano do cenário, de edificações que encontram-se dispostas de modo distinto, na realidade. A cena mais pungente do quadro, em primeiro plano no canto inferior direito, retrata a agonia do tambor Soledade, episódio tido como mítico, socorrido por um oficial.
A tela principal, encomendada pela governo da Bahia, encontra-se no Palácio Rio Branco; a outra, de menor tamanho, na Câmara de Cachoeira. As duas telas possuem pequenas diferenças, e alguns ajustes posteriores foram realizados.

## Antônio Diogo da Silva Parreiras
Antônio Diogo da Silva Parreiras foi um pintor, desenhista, ilustrador, escritor e professor nascido e falecido na cidade de Niterói. Suas pinturas paisagistas podem ser consideradas como representação de paisagens e momentos, acontecimentos considerados sublimes. Parreiras abordava a natureza com olhos de artista, sentindo-a com a emoção que causa a quem pessoalmente presencia o que retrata. Tinha o desejo de interpretar a natureza quando esta ainda parecia ter sido intocada.